# Genis García
Genis García Iscla (* 18. Mai 1978) ist ein ehemaliger andorranischer Fußballspieler.
Iscla spielte zuletzt für den FC Encamp. Weitere Stationen waren die Vereine FC Andorra und La Seu d’Urgell sowie der FC Rànger’s und FC Santa Coloma. Für die Nationalmannschaft bestritt er in zwölf Jahren 38 Länderspiele. Ein Treffer gelang ihm dabei nicht.